# Kemal Aslan

Kemal Aslan (né le 30 janvier 1981 à Gaziantep) est un joueur de football turc évoluant au poste de milieu de terrain dans le club turc Denizlispor.
Il a joué son premier match pour Fenerbahçe le 9 février 2003 contre Ankaragücü.
29 en réserve et 11 en jeune.
Il inscrit 4 buts en réserve
Tout cela sous le maillot de l'équipe nationale de Turquie
Pour cela, il est capitaine de l'équipe nationale en réserve.
Le 17 mars 2004, il se casse le pied droit ce qui lui fait une pause de 7 mois. Cette blessure est arrivée en demi-finale de la coupe de Turquie contre Gençlerbirliği dans le terrain de Sukru Saraçoglu. Il est remonté au match après 8 mois d'absence le 20 novembre 2004 contre Trabzonspor. Pour la saison 2007-2008, il porte le numéro 7.